# کمبوجیه دوم
کمبوجیه دوم (به پارسی باستان: ) دومین پادشاه شاهنشاهی هخامنشی و آغازکنندهٔ دودمان بیست و هفتم مصر بود که از ۵۳۰ تا ۵۲۲ پ.م حکمرانی کرد. او فرزند ارشد کوروش بزرگ و کاساندان بود. او پیش از پادشاهی و در دوران شاهنشاهی کوروش بزرگ، عنوان «شاه بابل» را داشت و نایب‌السلطنه بود. 
کمبوجیه پس از به تخت‌نشینی، بیش از هر چیز وقت خود را صرف تهیهٔ مقدمات لشکرکشی به مصر کرد. سپاه او در ماه مه سال ۵۲۵ پیش از میلاد خود را به پلوزیوم رساند و با سپاه مصر درگیر شدند و سرانجام بر سپاه پسامتیخ سوم غلبه کرد. در ماه ژوئن سال ۵۲۵ پیش از میلاد، سپاه او با پیمودن درهٔ نیل از شمال به جنوب، سراسر مصر را تسخیر کرد. کمبوجیه پس از فتح مصر، نظم و امنیت را برقرار کرد و سیاست تساهل دینی پدرش را در پیش گرفت. براساس قوانین سنتی مصر، او رسماً «فرعون مصر» لقب گرفت و خود را «شاه مصر علیا و مصر سفلی» و «از نسل خدایان هوروس، رع و اوزیریس» نامید. پس از پیروزی کمبوجیه در برابر مصر، وی تصمیم گرفت فتوحات خود را گسترش دهد و به سرزمین‌های ثروت‌مند دیگری همچون لیبی و کارتاژ لشکر بکشد. وی از تبس پنجاه هزار تن را به تصرف واحهٔ آمون فرستاد، اما سپاه وی پس از عبور از واحهٔ بزرگ در بیابان گم شد و هرگز خبری از آن نیامد.

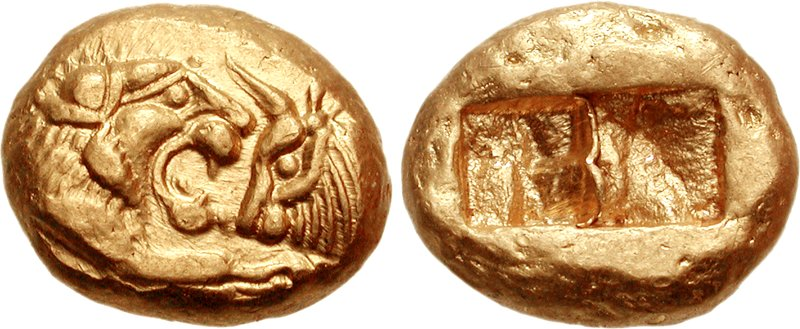
سکه هخامنشی منقش به سر شیر و گاو که احتمالاً در دوران حکومت کمبوجیه دوم ضرب شده‌است.

بنا به روایت هرودوت، بردیا به‌همراه کمبوجیه به مصر رفت ولی پس از مدتی بین آن‌ها اختلافاتی ایجاد شد و کمبوجیه دستور داد برادرش به ایران بازگردد و مخفیانه فرمان قتل او را صادر کرد که در بین راه توسط مأموران دولتی کشته شد. اما بنا بر سنگ‌نبشتهٔ داریوش در بیستون، کمبوجیه قبل از حرکت به‌سوی مصر، بردیا را به قتل رسانید. اما پژوهشگران معاصر در درستی قتل بردیا توسط کمبوجیه اتفاق نظر ندارند. کارل جولیوس بلوخ، آلبرت اومستد و برخی دیگر از تاریخ‌دان‌ها معقتدند مردی که بر کمبوجیه شورید، در واقع بردیای واقعی پسر کوروش بزرگ و وارث حقیقی سلطنت بود. داریوش بزرگ او را کشت، آنگاه او را گئومات نامید و داستان بردیای دروغین را اختراع کرد تا غصب سلطنت را موجه جلوه دهد. بر پایهٔ سنگ‌نبشتهٔ بیستون و متون رسمی بابلی، کمبوجیه پس از ماه ژوئیه سال ۵۲۲ پیش از میلاد درگذشته‌است. بر اساس گفته‌های هرودوت، او در راه بازگشت به ایران، در سوریه بود که خبر برتخت‌نشینی گئومات را از جارچی دریافت کرد. داریوش بزرگ در سنگ‌نبشتهٔ بیستون می‌گوید او «به مرگ خود مُرد».
برخی از پژوهشگران عقیده دارند بنایی که «تخت رستم» نامیده می‌شود و در نزدیکی نقش رستم و در چهار کیلومتری شمال تخت جمشید قرار دارد، برای آرامگاه کمبوجیه در نظر گرفته شده بود ولی پس از مرگش ناتمام ماند. برخی دیگر نیز اعتقاد دارند ویرانهٔ سنگی «زندان سلیمان» در پاسارگاد آرامگاه کمبوجیه است. گروهی دیگر نیز آثار سنگی بین تخت جمشید و نقش رستم که به نام تخت گوهر معروف است را آرامگاه کمبوجیه دانسته‌اند.

## فتح مصر

مسیر لشکرکشی کمبوجیه به مصر و مکان‌های وقوع جنگ.

### اقدامات در مصر

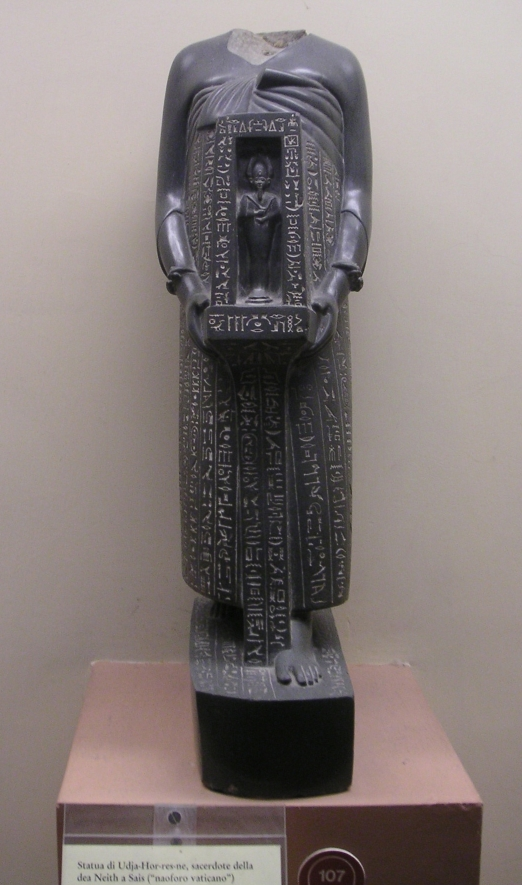
مجسمهٔ اوجاهورسنت که در موزهٔ واتیکان نگهداری می‌شود.

## لشکرکشی به کارتاژ و لیبی

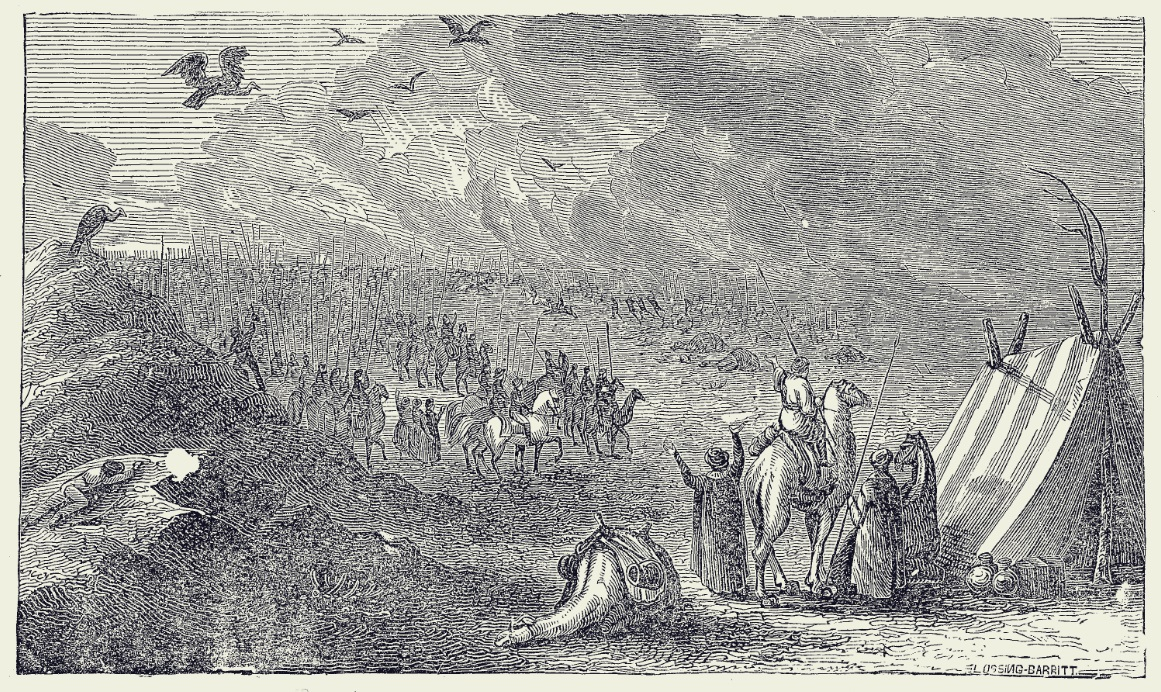
نقاشی‌ای از سدهٔ نوزدهم میلادی دربارهٔ سپاه گمشده کمبوجیه.

## گاو آپیس

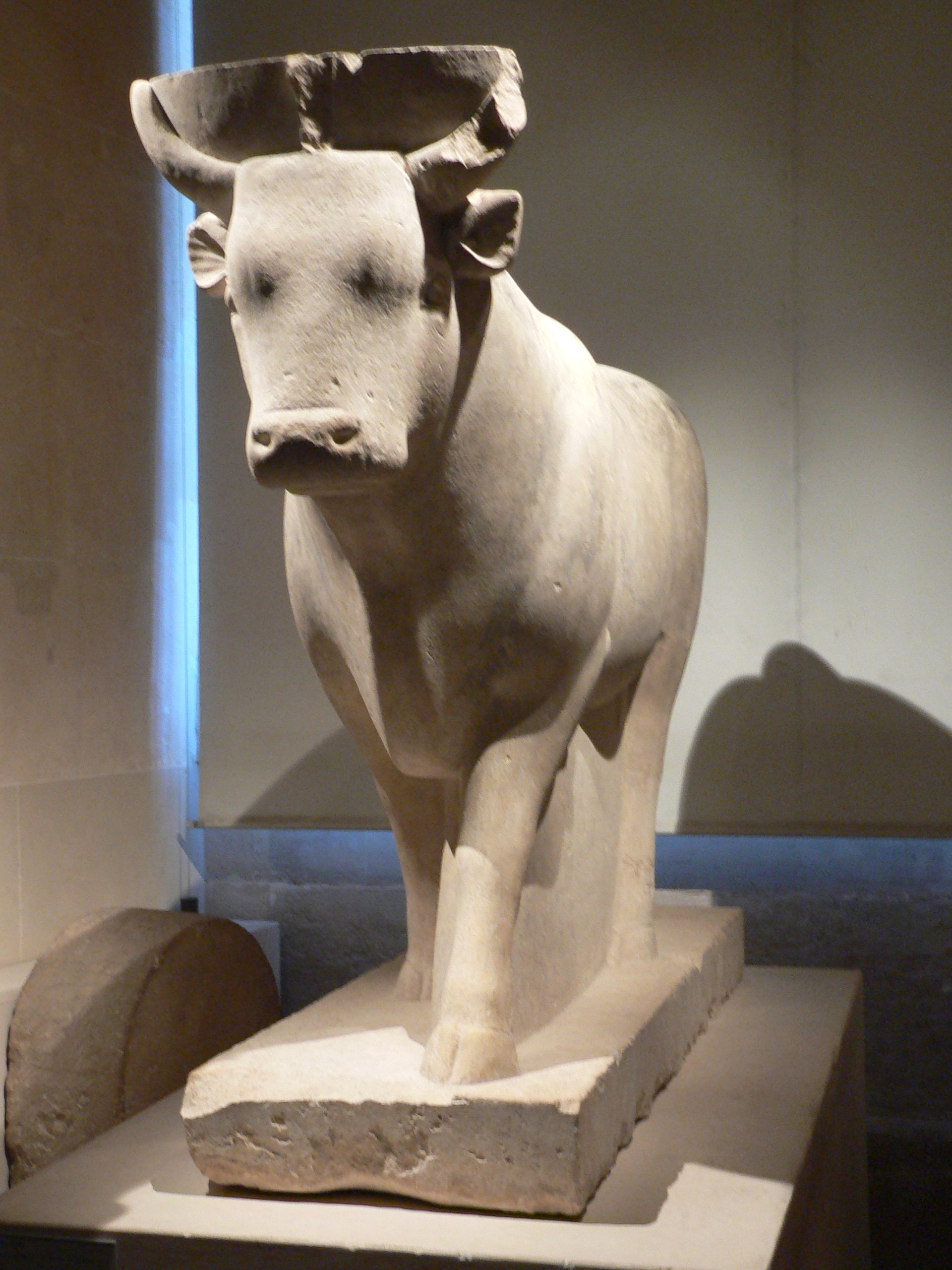
تندیس یک گاو آپیس.

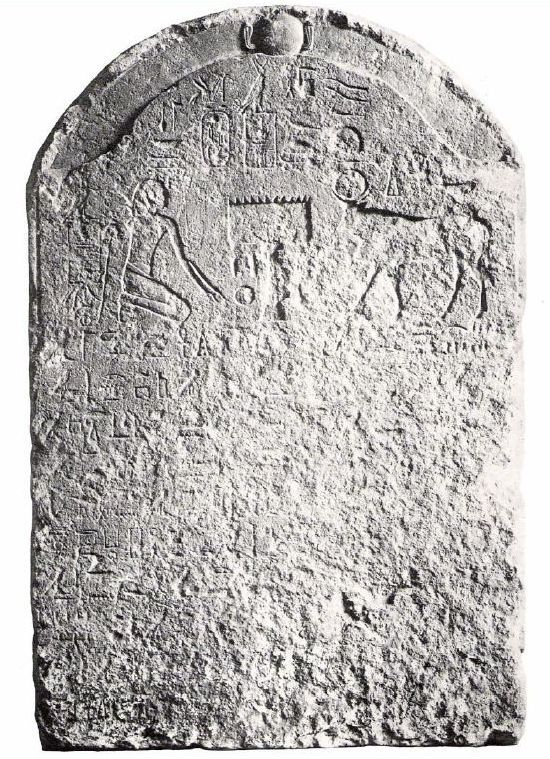
بخشی از تابوت گاو آپیسی که در زمان کمبوجیه مُرده بود.

## میراث

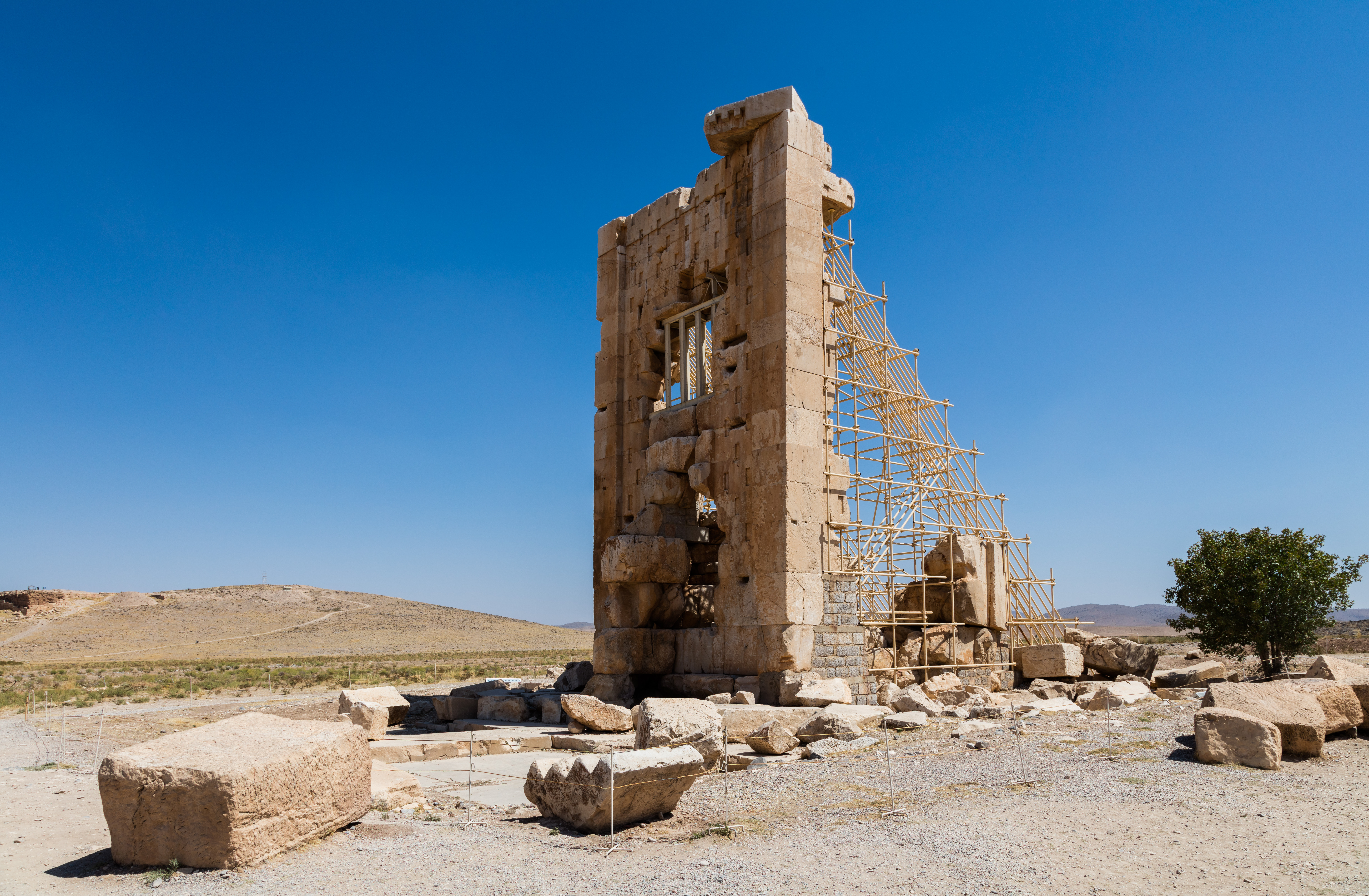
بنای موسوم به «زندان سلیمان» در پاسارگاد که به عقیدهٔ برخی، آرامگاه کمبوجیه بوده‌است.

## شخصیت

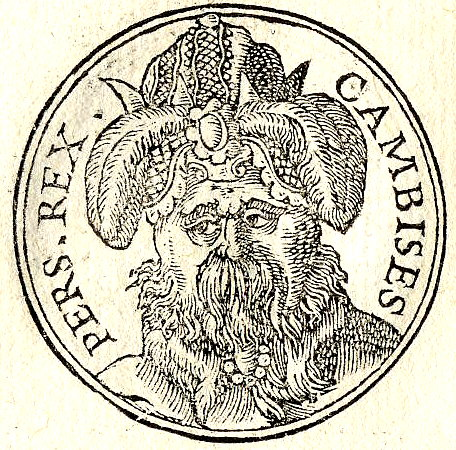
تصویری خیالی از کمبوجیه، مربوط به سال ۱۵۵۳ میلادی.